# Mihai Apafi I

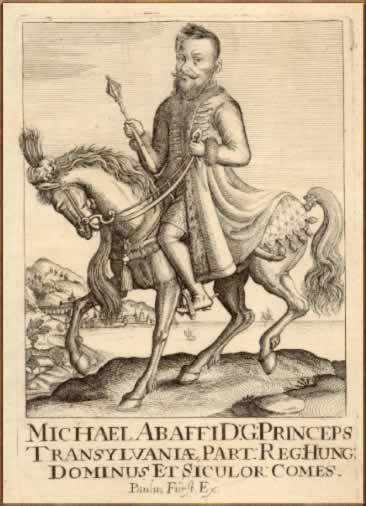
Mihai Apafi I, principe al Transilvaniei şi domn al părţilor Ungariei şi comite al secuilor

Mihai  Apafi I (în maghiară I. Apafi Mihály), (n. 3 noiembrie 1632, Gherla, Cluj, România – d. 15 aprilie 1690, Făgăraș, Brașov, România) a fost un nobil maghiar, principe al Transilvaniei între 1661-1690.

## Date biografice
A urcat pe tronul princiar la 29 de ani, fiind ales de nobilimea transilvăneană la 14 septembrie 1661, cu acordul Imperiului Otoman, ca rival al lui Ioan Kemény, care era susținut de către Habsburgi. 
Ioan Kemény a decedat în ianuarie 1662, în bătălia de la Seleuș (Nagyszőllős), astfel că Mihai Apafi I a rămas conducătorul necontestat al Transilvaniei.
Opunându-se împăratului Leopold I, i-a susținut pe rebelii curuți și interesele turcești până la înfrângerea otomană în asediul Vienei, la 12 septembrie 1683. 
După aceasta, a dus tratative  cu Leopold I, încheiate cu tratatul de la 27 septembrie 1687, prin care a obținut recunoașterea autorității sale în Transilvania.
A decedat la Făgăraș în 1690. A fost urmat la tron de Imre Thököly după victoria de la Zărnești, care a fost înlăturat în anul următor de armata habsburgică; în locul lui a fost pe scaunul princiar al Transilvaniei fiul său, Mihai Apafi al II-lea.